# Tony Dalton
Álvaro Luis Bernat Dalton (sinh ngày 13 tháng 2 năm 1975) với nghệ danh Tony Dalton là nam diễn viên, biên kịch kiêm nhà sản xuất phim người Mỹ gốc México. Anh được biết đến rộng rãi qua vai ông trùm băng đảng Lalo Salamanca trong sê-ri phim truyền hình tội phạm Better Call Saul (2018). Anh cũng vào vai Jack Duquesne trong loạt phim Hawkeye của Vũ trụ Điện ảnh Marvel (2021).

## Sự nghiệp
Dalton từng theo học tại Viện Sân khấu và Điện ảnh Lee Strasberg ở thành phố New York. Anh là diễn viên kiêm biên kịch trong phim điện ảnh đầu tay là Matando Cabos (2004).  Anh cũng đồng diễn và biên kịch cho phim Sultanes del Sur năm 2007. Ở lĩnh vực truyền hình, anh từng tham gia phim Capadocia của đài HBO năm 2008. Năm 2017, anh thủ vai chính trong Sr. Ávila. Tác phẩm này sau đó thắng một giải Emmy ở hạng mục Sê-ri phim tiếng nước ngoài xuất sắc nhất (Best Non-English Language Series). Năm 2018, Dalton vào vai trùm băng đảng ma túy Lalo Salamanca kể từ mùa 4 của phim Better Call Saul.

## Danh sách phim

### Truyền hình
| Năm       | Tên                | Vai                | Ghi chú                              |
| --------- | ------------------ | ------------------ | ------------------------------------ |
| 2000      | Ramona             | Tom                |                                      |
| 2000      | Mi destino eres tú |                    |                                      |
| 2001      | No te equivoques   |                    |                                      |
| 2002      | Clase 406          | Dago García        |                                      |
| 2004–2006 | Rebelde            | Gastón Diestro     |                                      |
| 2007      | Trece miedos       | Jorge Sánchez      | Tập: "Esquela"                       |
| 2008–2009 | Los simuladores    | Mario Santos       |                                      |
| 2008–2010 | Capadocia          | Augusto Mateos     | 4 tập                                |
| 2011      | Flor Salvaje       | Don Rafael Urrieta |                                      |
| 2013–2018 | Sr. Ávila          | Roberto Ávila      |                                      |
| 2015      | Dueños del paraíso | Renato Maldonado   | Vai chính                            |
| 2016–2017 | Sense8             |                    | 3 tập                                |
| 2018–2022 | Better Call Saul   | Lalo Salamanca     | Vai phụ (mùa 4) Vai chính (từ mùa 5) |
| 2021      | Hawkeye            | Jack Duquesne      | Vai chính                            |